# Glömminge församling
Glömminge församling var en församling i Södra Ölands pastorat i Kalmar-Ölands kontrakt i Växjö stift i Svenska kyrkan. Församlingen låg i Mörbylånga kommun i Kalmar län på Öland. 2017 uppgick församlingen i Glömminge-Algutsrums församling

## Administrativ historik
Församlingen har medeltida ursprung. 
Församlingen utgjorde fram till 1500-talet ett eget pastorat, för att därefter bli moderförsamling i pastoratet Glömminge och Algutsrum, som 1962 utökades med Sandby, Gårdby och Norra Möckleby församlingar. Församlingen ingår sedan 2010 i Södra Ölands pastorat.2017 uppgick församlingen i Glömminge-Algutsrums församling.

## Kyrkor
- Glömminge kyrka

Glömminge prästgård såldes 2001 till en privatfamilj.

## Series pastorum
| Ämbetstid     | Namn                      | Levnadstid              |
| ------------- | ------------------------- | ----------------------- |
| (1525)        | Johannes Ulrici Alemanus  |                         |
| 1533–1537     | Sigfrid Svenonis          |                         |
| (1541)–(1558) | Lars                      | död cirka 1558          |
| 1558–(1563)   | Nicolaus Andreae          | död troligen efter 1563 |
| (1566)–(1567) | Bengt Petri               |                         |
| 1568–1622     | Petrus Sunonis            | död 1622                |
| 1623–1634     | Birgerus Andreae          | död 1634                |
| 1635–1638     | Daniel Birgeri            | död 1638                |
| 1639          | Jonas Jonæ Hvessing       | död 1639                |
| 1640–1674     | Ericus Jonæ Hvessing      | 1549–1674               |
| 1676–1686     | Petrus Jonae Sporselius   | död 1686                |
| 1687–1694     | Petrus Erici Hvessing     | 1647–1694               |
| 1696–1701     | Elaus (Elof) Pontelius    | 1660–1701               |
| 1702          | Jonas Benedicti Lindelius | död 1702                |
| 1704–1729     | Sven Loethenius           | 1656–1729               |
| 1731–1734     | Jonas Nicolai Sevelin     | 1673–1734               |
| 1734–1763     | Aron Törnschær            | 1692–1763               |
| 1764–1780     | Petrus Dahlerus           | 1718–1780               |
| 1782–1810     | Jonas Pihlqvist           | 1730–1810               |
| 1812–1823     | Carl Starbeck             | 1761–1823               |
| 1826–1866     | Zacharias Segrell         | 1784–1866               |
| 1868–1871     | Johan Fredrik Carlström   | 1797–1871               |
| 1874–1882     | Johan Peter Ånelius       | 1814–1882               |
| 1884–1912     | Peter Gustaf Carlsson     | 1831–1912               |
| 1913–1926     | Oskar Arnell              | 1852–1926               |
| 1927–1938     | Carl Areskog              | 1867–1941               |
| 1939–1961     | John Einar Svensson       | 1903–1984               |